# Clan Puccio
El clan Puccio fue una familia criminal argentina liderada por el patriarca de esta, Arquímedes Puccio. Su modus operandi consistía en realizar secuestros extorsivos a personas adineradas, principalmente empresarios. Tres de los Puccio fueron condenados por cuatro secuestros de empresarios a principios de la década de 1980, de los cuales tres fueron asesinados. El caso generó gran conmoción en la sociedad argentina, y hasta el día de hoy sigue siendo uno de los casos criminales más emblemáticos de la historia policial argentina.

## Trasfondo
La familia Puccio, compuesta por el padre Arquímedes Puccio, la madre Epifanía Calvo y cinco hijos (tres hijos y dos hijas) - Alejandro, Silvia, Daniel, Guillermo y Adriana Puccio - vivían en una casa grande en San Isidro, un barrio rico de Buenos Aires. Se sospecha que Arquímedes estuvo involucrado en desapariciones forzadas durante el terrorismo de Estado en Argentina en las décadas de 1970 y 1980. Alejandro era un jugador estrella de rugby y Silvia era profesora de arte.

## Víctimas
- Ricardo Manoukian, de 23 años, desaparecido el 22 de julio de 1982, fue la primera víctima de secuestro conocida del clan Puccio. La familia de Manoukian pagó un rescate de 250.000 dólares; sin embargo, posteriormente fue asesinado de tres tiros en la nuca.[2] Los amigos de su barrio le habían presentado a Alejandro Puccio, y los dos solían jugar al tenis y al fútbol juntos.[1]
- El ingeniero Eduardo Aulet fue secuestrado el 5 de mayo de 1983. Aunque su familia pagó $150,000 por su rescate, los Puccio lo mataron. Su cuerpo fue encontrado cuatro años después.[2]
- Emilio Naum fue secuestrado en junio de 1984 e intentó resistir el secuestro. Le dispararon allí mismo y su cuerpo quedó en la calle.[2]
- Nélida Bollini de Prado, la última víctima de la familia y la única que pudo sobrevivir, fue secuestrada y retenida durante casi un mes. Fue encontrada y liberada en una redada policial en la casa de Puccio el 23 de agosto de 1985.[1][3] La policía detuvo a los secuestradores cuando intentaban recuperar el rescate; Alejandro y su novia Mónica también fueron detenidos durante el allanamiento a la casa de los Puccio.[2]

## Proceso judicial
El clan fue arrestado y llevado a la cárcel en ese mismo instante. Mientras esperaba la sentencia judicial, Alejandro intentó suicidarse saltando desde el quinto piso del juzgado cuando lo llevaban a declarar. Sin embargo, sobrevivió con graves complicaciones de salud como gastroenteritis.
Arquímedes y sus dos hijos mayores, Alejandro y Daniel, fueron condenados por los crímenes, junto con otros tres cómplices. Arquímedes y Alejandro recibieron cadena perpetua cada uno, mientras que Daniel fue encarcelado por varios años.
El hijo menor, Guillermo, que se había escapado de la familia mucho antes de que fueran detenidos, evadió la justicia al abandonar el país.
Epifanía Calvo, Silvia y Adriana nunca fueron condenadas por su participación en los crímenes.

## Cómplices
Los Puccio tenían al menos tres cómplices varones adultos: Roberto Oscar Díaz, Guillermo Fernández Laborda y Rodolfo Victoriano Franco. Franco, un coronel retirado, es mencionado simplemente como «el Coronel» en la miniserie de televisión Historia de un clan, Otro fue Gustavo Contepomi.

## Vidas posteriores
- La ubicación de Daniel, que cumplió solo algunos años de prisión, se desconocía[1] hasta el 17 de septiembre de 2019, cuando fue arrestado durante una inspección de rutina de un autobús de ruta de drogas en Rodovia Castelo Branco en Itu, una ciudad en el estado de São Paulo en Brasil.[7] Fue arrestado por portar documentos de identidad brasileños falsificados. Después de consultar con la Interpol se concluyó que no había órdenes de arresto pendientes contra Daniel. En su poder se encontraban US$5000 en efectivo que según él fue un regalo de su hermano.
- A principios de la década de 1980, Guillermo se fue de Argentina y nunca más regresó. El plazo de prescripción de los delitos por los que era acusado expiró en 2013, por lo que nunca será juzgado.[1]
- En 2007, Alejandro obtuvo la libertad condicional. Un año después, murió de neumonía a la edad de 49 años.
- En 2011, Silvia, la segunda hija mayor que enseñaba arte localmente, murió de cáncer.[1]
- En 2013, Arquímedes murió de un derrame cerebral, aún proclamando su inocencia.[1]
- A partir de 2015, Epifanía Calvo y Adriana (la hija menor) aún son dueñas de la casa en San Isidro donde se perpetraron los crímenes.[1]

## En la cultura popular
El clan y sus delitos son objeto de varias obras:
- La película El Clan (2015), protagonizada por Guillermo Francella como Arquímedes.[1][3]
- La miniserie de Telefe, Historia de un clan (2015), protagonizada por Alejandro Awada como Arquímedes.[8]